# Stesilea truncata
Stesilea truncata là một loài bọ cánh cứng trong họ Cerambycidae.